# سيه كوه (سمام)
سیه کوه (بالفارسية: سیاهکوه) هي منطقة سكنية تقع في إيران في غيلان. يقدر عدد سكانها بـ 36 نسمة .